# Generone

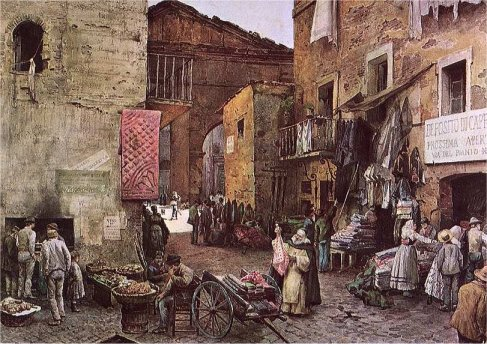
Scene di vita a Roma nella prima metà dell'800 (Ettore Roesler Franz)

Generone (a volte, in modo più specifico, generone romano, o capitolino) è il nome con cui, nella Roma di fine Ottocento, si andò a indicare un preesistente ceto di estrazione borghese e di condizioni facoltose che faceva parte della stratificazione sociale affermatasi nel corso dei secoli nella capitale dello Stato pontificio.
Il generone era un ceto urbano che si collocava nella parte superiore e più benestante della classe media capitolina, laddove lo strato inferiore di quella stessa classe media era costituito dal cosiddetto generetto, un ceto sociale di estrazione borghese più bassa e "minuta": quest'ultimo, meno facoltoso del generone, è identificabile con una "borghesia bassa di clientela e di corte".

## Sociologia e storia
Per condizioni materiali, il generone rappresentava ciò che nella Roma ottocentesca più si avvicinava alla borghesia europea. Da un punto di vista socioeconomico, tuttavia, il generone, col suo radicamento nell'ambiente urbano, impersonava un compito di natura prevalentemente intermediaria nel processo economico di generazione di valore e ricchezza, un ruolo che, per questo, era alieno a funzioni e responsabilità produttive assunte in prima persona.

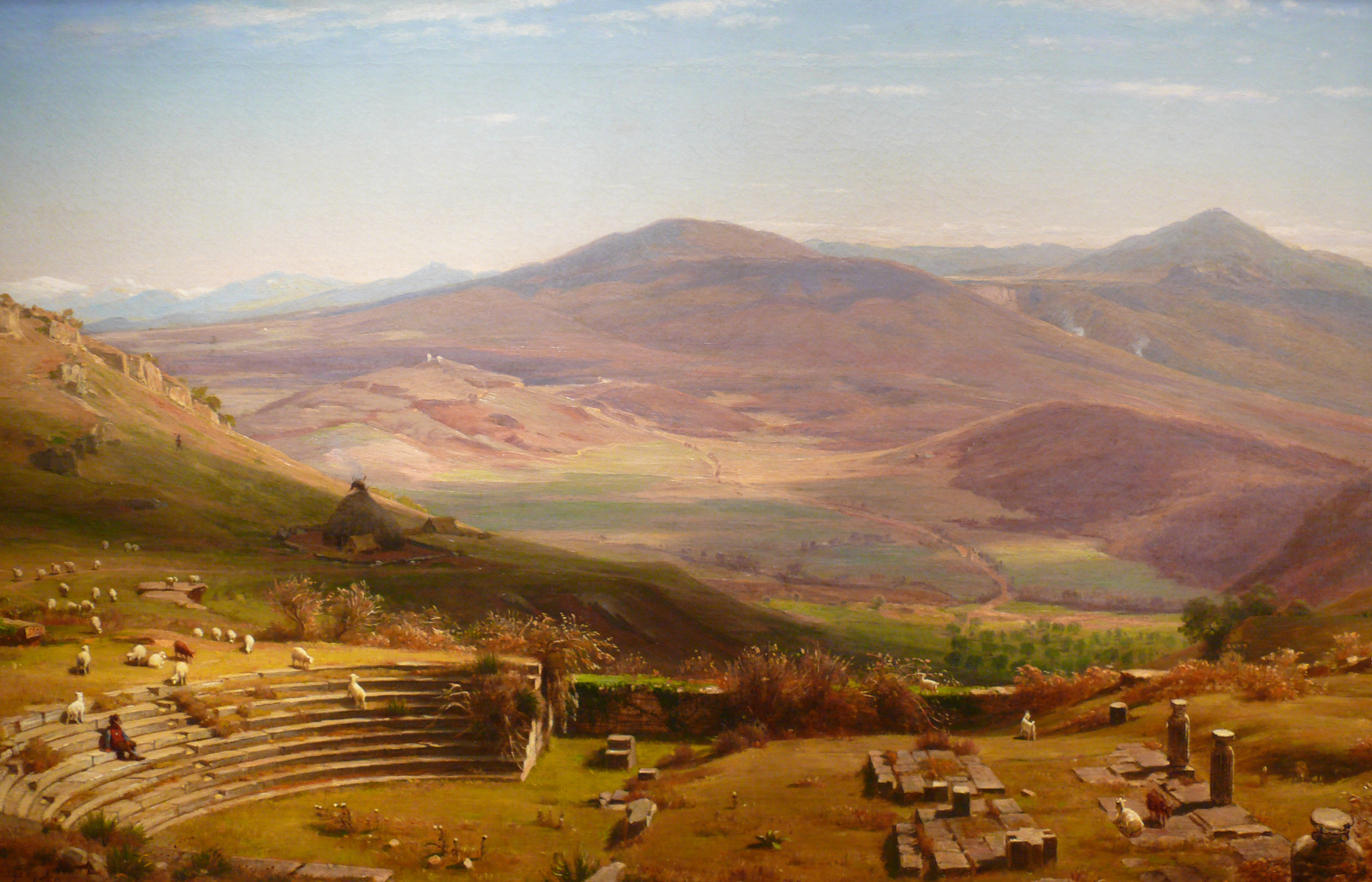
Veduta della campagna romana presso Tuscolo nella seconda metà dell'800 (Thomas Worthington Whittredge)

Molte delle famiglie del generone provenivano da quella categoria detta dei "mercanti di campagna": si trattava di nuovi ricchi che dovevano la fortuna economica alla loro attività di grandi affittuari di latifondi (che non gestivano direttamente, ma a loro volta non subappaltavano). Con la loro attività, fin dal XVI secolo, i mercanti di campagna avevano garantito servizi finanziari e liquidità alle classi egemoni (clero e nobiltà) oltre che la tutela degli approvvigionamenti alimentari della capitale.
L'intrinseca condizione economica di intermediari, piuttosto che di produttori diretti di ricchezza, rendeva tuttavia il ceto sociale da loro rappresentato del tutto subordinato, sul piano politico e culturale, all'élite costituita dalle classi sociali dominanti. La posizione intermedia tra popolo ed élite rendeva poi il generone inviso alle classi sottoposte e finiva con lo sminuire anche il gradimento e la popolarità di cui poteva godere il governo pontificio tra la gente delle campagne.
La prossimità con la nobiltà capitolina poteva far in modo che, in taluni casi (come quello dei Semy) alcuni esponenti del generone potessero perfino giungere a essere invitati e ammessi a partecipare a salotti aristocratici.
Un quadro corrosivo e certamente critico della sociologia cittadina della Roma papalina è tratteggiato dalla prosa sprezzante di Giosuè Carducci:
Altre descrizioni del generone, invece, ne hanno sottolineato l'affidabilità e capacità professionale tipica della categoria, spesso svolte all'ombra delle autorità cittadine più tradizionali. In questo caso, si cita soprattutto quel ceto di "mercanti di campagna" che poi si sono rivolti tipicamente all'attività professionale. 

### Sopravvivenza e declino nel XX secolo
Il generone romano provò a sopravvivere all'Unità d'Italia, ma la crescente laicizzazione dell'Italia unita assestò i primi colpi a quel ceto sociale e ne affievolì gradualmente il potere, determinandone l'inesorabile declino. Da un punto di vista sociale, la sua vera e propria sparizione risale a un'epoca del primo dopoguerra italiano (all'incirca gli anni venti del Novecento), quando quel ceto fu spazzato via, in modo definitivo, dai tumultuosi rivolgimenti socioeconomici indotti dalla prima guerra mondiale. Non sparirono, comunque, le tradizionali famiglie che ne avevano costituito la forza. Queste, anzi, continuarono a esistere e a prosperare, conservando il benessere accumulato, ma il generone, nel primo dopoguerra, non vide mai più perpetuarsi l'antico potere economico esercitato dai suoi membri, che in tempo si estendeva in forma capillare sull'intera vita economica capitolina dell'Ottocento, di cui permeava tutti gli ambiti e le articolazioni.
In seguito, la memoria collettiva del generone è sopravvissuta e si è trasfigurata nella rappresentazione letteraria e cinematografica del secondo Novecento italiano, soprattutto nel genere cinematografico neorealista sviluppatosi nel secondo dopoguerra.

#### Palazzinari

Aldo Fabrizi (in C'eravamo tanto amati di Ettore Scola) interpreta Romolo Catenacci, rozza figura di ex capomastro la cui parabola sociale ha trasformato in ricco palazzinaro

Il generone non va confuso con i cosiddetti palazzinari romani, quella compagine di  nuovi ricchi che, nel secondo dopoguerra italiano, si resero protagonisti di un fenomeno di ascesa sociale di massa, ma che, invece, furono tipici e caratterizzanti di una ben diversa stagione dell'economia e del costume dell'Italia repubblicana che appartiene al secondo Novecento. Si tratta, in questo caso, di un ceto affluente e affarista di costruttori edili e speculatori immobiliari che, nella temperie del boom economico post-bellico (il cosiddetto "miracolo italiano"), impresse un proprio segno distintivo sulla caotica crescita urbanistica di Roma nel XX secolo.

#### Rapporti economici con il generone
Esiste, comunque, una precisa e ben individuabile relazione economica tra i palazzinari protagonisti di quella concitata stagione economica e le famiglie che provenivano d quell'autentico generone di un'epoca ormai tramontata. Il tramite tra i due ceti urbani era costituito dalla struttura stessa della proprietà terriera su cui si esercitò il peso della speculazione edilizia della Roma del secondo dopoguerra: infatti, l'attività di espansione edilizia dei palazzinari romani investì e valorizzò, da un punto di vista economico, proprio quegli stessi terreni agricoli e proprietà fondiarie appartenenti agli eredi e a gli epigoni di quelle famiglie che un tempo avevano costituito il nerbo sociale ed economico del generone romano, prima che il loro status privilegiato e il loro potere fossero consegnati a un irreversibile destino di decadenza.

## Linguistica
Il termine ha origine come accrescitivo scherzoso di "genere".
Nel tempo si è affermato come neologismo nella lingua italiana, con un uso diffuso soprattutto nell'orizzonte linguistico del giornalismo nazionale: il termine serve per connotare, in senso dispregiativo, un generico ceto sociale facoltoso, di personaggi appartenenti a famiglie romane contigue al potere politico e spesso impegnate in attività economiche affaristiche, sovente in campo edile e immobiliare, quindi con una certa affinità con i cosiddetti palazzinari, con  cui, come si è detto, il generone autentico viene a volte confuso.